# シングルアクション

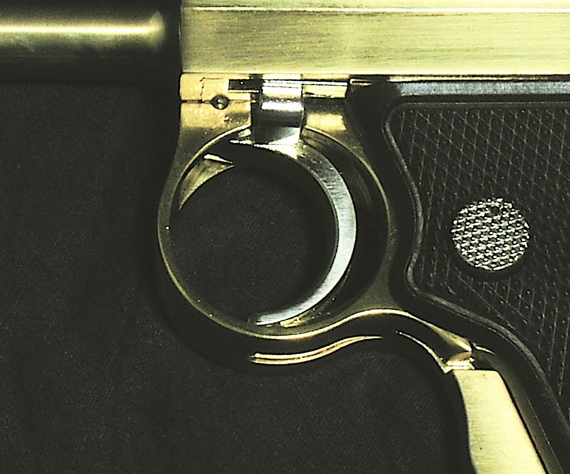
ストロークが短いため、後部に設置されたシングルアクションのトリガー。（南部式小型拳銃）

シングルアクション (single-action trigger) は、一般的に拳銃の撃発（発射）作動を表現する語句であり、あらかじめ撃鉄（ハンマー）などを通常位置から撃発準備位置まで手動で移動させ、引金（トリガー）の操作により撃発させる作動機構を指す。
トリガーの動作で、ハンマーなどを撃発させるだけ（シングル）の機能を持つことを意味する。ダブルアクションと対比される。

## 採用される銃種
自動式拳銃や回転式拳銃、小銃や機関銃などに採用される。

## 銃種による特性など
- 自動火器にあっては、発射時のスライド・ボルトの作動で撃鉄などが通常位置から撃発準備位置へ自動的にセットされる。速やかに次弾を発射できる反面、暴発のリスクが高まる。
- 自動式でないリボルバーやポンプアクション、ボルトアクションなどにあっては、発射ごとに撃鉄などが通常位置に戻されるため、そのつど手動で撃発準備位置まで移動させる動作が必要となる。撃鉄を起こす（撃発準備位置まで移動させることの通称）操作の際、あわせて排莢と次弾の装填がされる。

一部の自動火器は構造的に撃鉄をもたず、撃茎（ストライカー、撃針に質量を持たせたもの）をばねの力でじかに加速して撃発させる方式や、遊底が後退した状態から引金を引くと前進し、閉鎖とほぼ同時に撃発させる方式（オープンボルト）もある。
上記特性から自動式でない火器は連射時に多少の時間を要する。また撃鉄を引く動作が加わる（拳銃だと普通はグリップから親指を離して引く）ため連射時に手ブレしやすく命中精度でも不利となる。ただし撃鉄を先に持ち上げてある分だけ、撃発までの引金の行程（ストローク）が短くかつ軽くなり、初弾あるいは速射しない場合は手ブレが小さく、精密射撃に向いている。このため銃撃戦の機会が少ない国の警察用などにも根強い需要がある。またマグナムリボルバーは大威力に相応して機構の作りも重厚で動作が重いため、やはりシングルアクションを好む向きが少なくない。状況により使い分けるシングルとダブル両用の銃も多い。